# مسکو اشک‌ها را باور ندارد
مسکو اشک‌ها را باور ندارد (روسی: Москва слезам не верит) فیلمی در ژانر رمانتیک به کارگردانی ولادیمیر منشوف است. از بازیگران آن می‌توان به آلکسی باتالوف و اولگ تاباکف اشاره کرد. این فیلم برنده جایزه اسکار بهترین فیلم خارجی‌زبان ۱۹۸۰ شده‌است.
گفته می‌شود رونالد ریگان پیش از ملاقات با سران شوروی و گفتن جملهٔ تاریخی «آقای گورباچف، آن دیوارها را فرو بریز»، بارها این فیلم را تماشا کرده بود تا درک نسبی از سبک زندگی و روحیه و آمال مردم شوروی در آن دوران پیدا کند.